# Korsar (Bootsklasse)
Der Korsar ist ein Segelboot, eine Bootsklasse, die in Deutschland, Österreich, der Schweiz und Polen verbreitet ist.

## Geschichte
Der Bayerische Seglerverband unter seinem damaligen Vorsitzenden Kurt Kallhard wünschte sich eine Jolle, die dem Piraten seglerisch überlegen war und die damaligen Neuentwicklungen auch in kleineren Booten nutzte. Sie sollte jedoch leichter als ein Flying Dutchman (FD) zu segeln sein. Ernst Lehfeld wurde mit der Konstruktion beauftragt, der daraufhin den Korsaren entwickelte. 1958 wurden die ersten Exemplare der Zweimannjolle in der Bootswerft Mader und der Bootswerft Vötterl gebaut. Der Prototyp wurde von Klaus Rösch und Herbert Schuster auf dem Waginger See getestet.
Der Korsar erlangte schnell eine große Beliebtheit, und schon 1960 konnte die Baunummer 100 verzeichnet werden. 1965 wurde er die zweite Jugendmeisterschaftsklasse des Deutschen Seglerverbandes (DSV). Der DSV beantragte auch die Zulassung als Internationale Klasse, was jedoch erfolglos blieb.

## Konstruktion

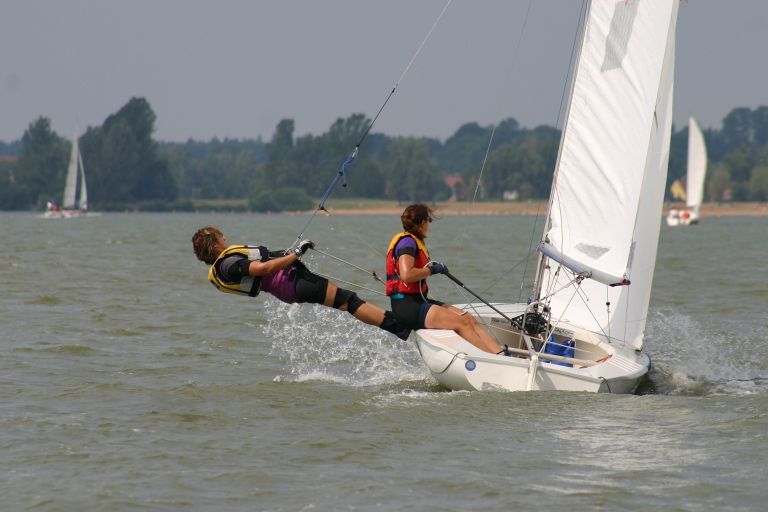
Vorschoter im Trapez eines GFK-Korsars

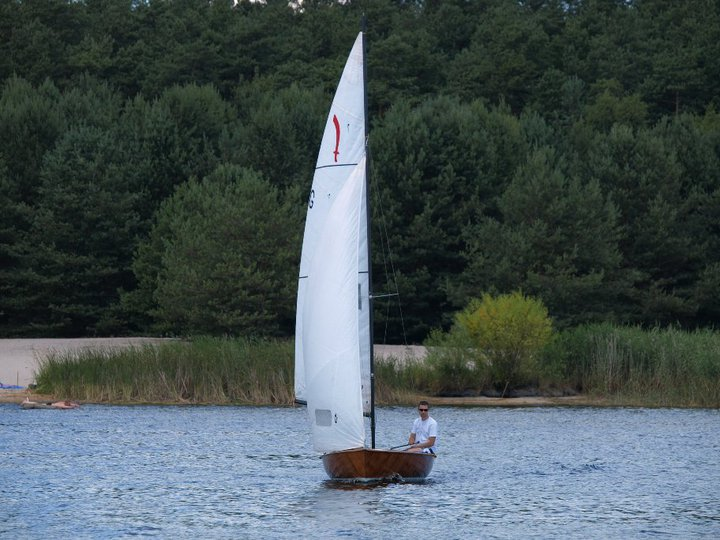
Sperrholz-Korsar von vorn

Ursprünglich wurde der Bootsrumpf ausschließlich aus formverleimtem Sperrholz hergestellt, jedoch begann schon nach wenigen Jahren die Produktion von Booten aus Kunststoff. Aufgrund seiner Beliebtheit gab es fortwährend Neuentwicklungen, wie zum Beispiel 1970 die Einführung der Spinnakertrompete.
Aktuelle Exemplare bestehen aus Kunststoff oder aus einer Kombination aus Kunststoffrumpf und Holzdeck, mit Doppelboden, tiefergelegtem Doppelboden oder Halbdoppelboden. Seit 1999 gibt es den Korsar mit ergonomisch abgerundetem Deck, der Innenausbau kann individuell gestaltet werden.
Die Segeleigenschaften des Korsaren liegen zwischen 470er und Flying Dutchman (FD). In der Beschlagsanordnung gleicht er weitgehend dem FD: Spinnakertrompete, verstellbare Wanten, Trapez, Schwertverstellung, Fockroller, flexible Masten und diverse Trimmeinrichtungen gehören heute zur Standardausrüstung des Regattabootes.
Dank seiner geringen Benetzungsfläche kommt der Korsar schon bei wenig Wind ins Gleiten. Das Idealgewicht der Mannschaft liegt zwischen 140 und 160 kg. Auch für eine leichtere Frauen- oder gemischte Mannschaft bleibt der Korsar bei stärkerem Wind durch seine vielen Trimmmöglichkeiten beherrschbar.

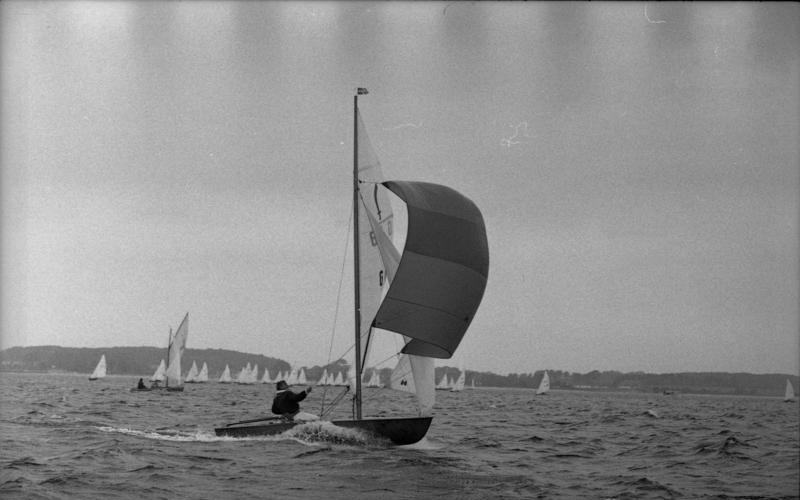
Korsar während der Kieler Woche 1962 einhand und unter Spinnaker gesegelt

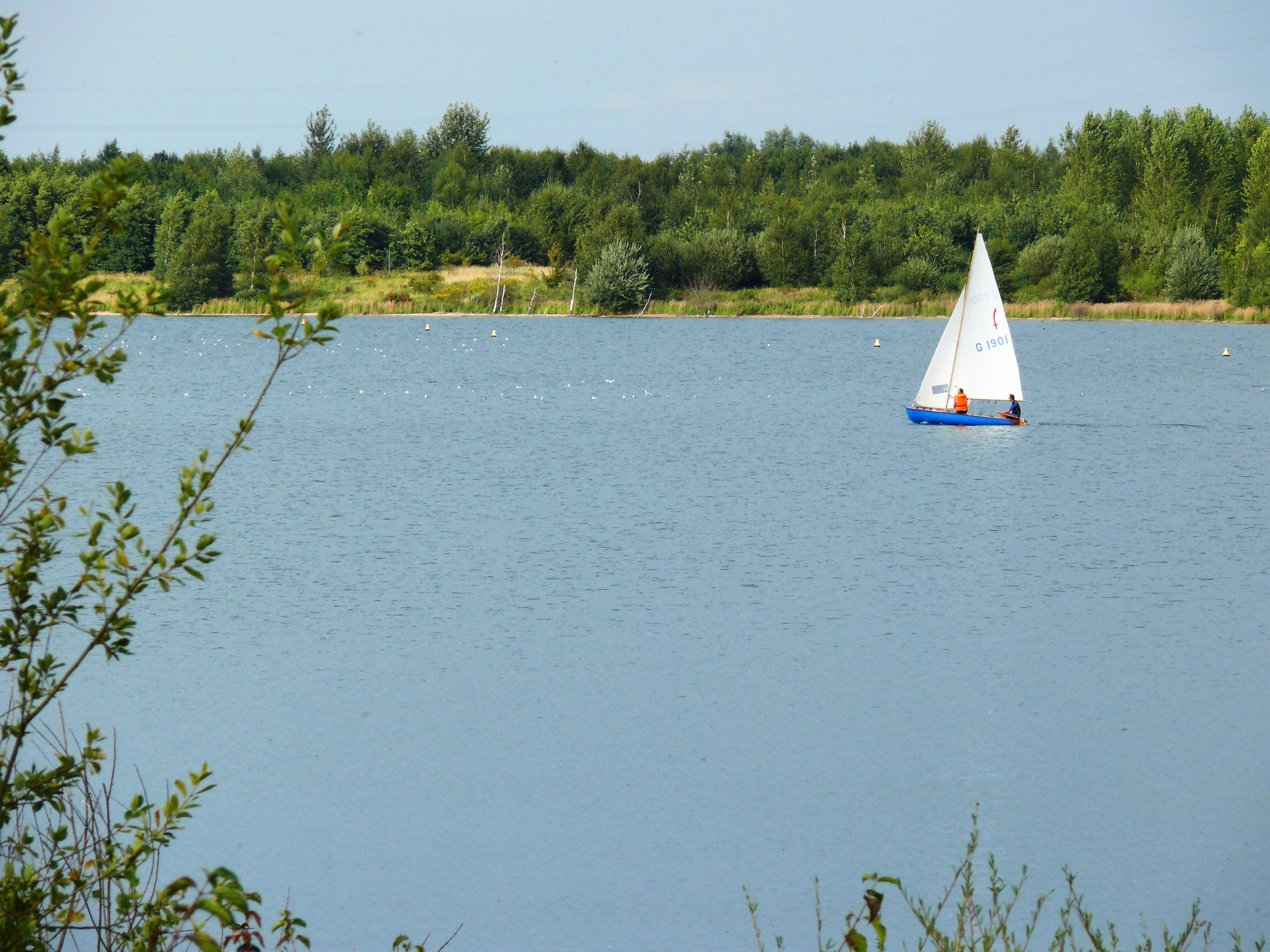
Korsar am Blausteinsee

## Regatta und Wettfahrten
Auf vielen Seen Europas werden von Segelvereinen Regatten für Korsare ausgerichtet. Einige Highlights des Jahres sind zum Beispiel die Travemünder Woche, Warnemünder Woche, der Riva Cup am Gardasee (Italien), Deutsche, Österreichische, Schweizer Meisterschaft und der Euro-Cup. Man kann von März bis November auch auf vielen regionalen Regatten um den Sieg kämpfen.
Derzeit gibt es mehr als 50 Ranglistenregatten in Deutschland, Österreich, Schweiz, Italien, Niederlanden und in Polen, durch die am Ende eines Jahres die beste Mannschaft ermittelt wird. Die deutsche Rangliste beinhaltet über 100 Mannschaften.

## Der Korsar in Zahlen
Mittlerweile gibt es in Deutschland, Österreich und der Schweiz über 1.000 Mitglieder in den Korsarenvereinigungen. Außerdem sind derzeit etwa 5.000 Schiffe registriert, wobei es Berichte über deutsche Auswanderer gibt, die ihre Boote nach Chile und Kalifornien mitgenommen haben.  Der Korsar ist mit über 3.800 gebauten Booten als Trapezjolle nach den olympischen Klassen eine der stärksten Klassen des Deutschen Seglerverbandes (DSV).  Mit weiteren 500 Booten in der Schweiz, 800 Booten in Österreich sowie zunehmender Beliebtheit in Polen ist der Korsar eine der verbreitetsten Bootsklassen in Mitteleuropa.

## Segelzeichen
Das Segelzeichen des Korsars ist ein rotes Krummschwert, verkürzt auch Schwert genannt, dessen Heft nach unten und dessen Schneide zum Vorliek weist.